# Lake Range
Die Lake Range ist eine Bergkette im Westen Nevadas in den Vereinigten Staaten. Es liegt vollständig in Washoe County und die südlichen zwei Drittel befinden sich im Indianerreservat Pyramid Lake. Die Reichweite verläuft von Nord nach Süd über etwa 58 km (36 Meilen) und eine Breite von etwa 13 km (8 Meilen).

## Geografie
Das Gebirge liegt zwischen dem Pyramid Lake im Westen und dem trockenen Winnemucca Lake im Osten. Im Südosten befindet sich der Mud Lake Slough, der früher den Pyramid Lake mit dem Winnemucca Lake verband. Im Nordwesten liegt die San Emido Desert mit der Fox Range dahinter. Im Osten trennt der Winnemucca Lake die Lake Range von den Nightingale Mountains und der Selenite Range. Im Westen, jenseits des Pyramid Lake, befinden sich die Virginia Mountains und die Pah Rah Range.

## Berge
Die benannten Gipfel der Lake Range sind (in der Reihenfolge von Nord nach Süd) der Sweetwater Peak, der 2168 m (7114 Fuß) hoch ist, der Wildcat Peak, der 1781 m (5843 Fuß) hoch ist, der Tohakum Peak, der 2494 m (8182 Fuß) hoch ist und der Pyramid Peak 2469 m (8101 Fuß) hoch ist.

## Geschichte
Die Lake Range ist Ort des letzten Gefechts der zweiten Schlacht des Pyramid Lake War.